# Cuestionándose
Cuestionándose o preguntándose (del inglés questioning) es un término utilizado para referirse a un estado, orientación o proceso de exploración de la propia identidad sexual o de género, en personas que consideran que determinadas etiquetas de contenido sexual o de género, no expresan cabalmente lo que sienten. La letra "Q" a veces se agrega al final del acrónimo LGBT (lesbiana, gay, bisexual, transgénero); la "Q" puede referirse tanto a queer como a «cuestionándose».
La orientación sexual, la identidad sexual o el género no siempre coinciden entre sí; es decir, si un individuo se identifica a sí mismo como heterosexual, podría no solo sentirse atraído por alguien del sexo opuesto, llegando a tener interacciones sexuales con alguien del mismo sexo sin necesariamente identificarse como bisexual. La comprensión de que no es necesario aplicar ningún tipo de etiqueta de género o sexualidad a uno mismo es relativamente pública y socialmente importante en la actualidad, junto con la fluidez sexual y de género, que también se discute y acepta más abiertamente en la sociedad actual. Los individuos que no se identifican como hombres, mujeres, transgénero, heterosexuales, homosexuales, bisexuales o que sienten que su sexualidad es fluida, se refieren a sí mismos como género neutral, género fluido, no binario, o agénero.

## Adolescentes y otros jóvenes
Durante la etapa de la adolescencia, las nociones del cuestionamiento de la sexualidad o el género, junto con las diversas áreas relacionadas con ella, pueden surgir a medida que la construcción de la identidad comienza a formarse. Es una etapa donde a menudo ocurre la exploración, el aprendizaje y la experimentación. Mientras que algunos jóvenes tienen poco o ningún problema en su autoidentificación, muchos otros se encuentran en una gran confusión e incertidumbre durante esta etapa. Pueden tener problemas para comprender su sexualidad, orientación sexual, identidad de género, o si encajan o no en alguna etiqueta normativa social preconcebida. Los estudios han demostrado que el 57% de las personas tuvieron dudas sobre su sexualidad o género por primera vez entre las edades de 11 y 15 años.

La Asociación Americana de Psicología afirma:
 La adolescencia puede ser un período de experimentación, y muchos jóvenes pueden cuestionar sus sentimientos sexuales. Tomar conciencia de los sentimientos sexuales es una tarea normal de desarrollo de la adolescencia. Algunas veces los adolescentes tienen sentimientos o experiencias del mismo sexo que causan confusión sobre su orientación sexual. Esta confusión parece disminuir con el tiempo, con diferentes resultados para diferentes individuos.

### Comportamientos y desarrollo
Según Sarah Gardner, las formas en que los humanos se comportan se basan en cinco necesidades básicas: supervivencia, amor y pertenencia, poder, libertad y disfrute. Un individuo cambiará sus comportamientos para satisfacer estas necesidades. En el caso de los jóvenes en cuestionamiento, algunas o todas estas necesidades no se satisfacen. Cuando esto sucede, sus comportamientos pueden agravarse, confundirse o desanimarse al tratar de satisfacer la necesidad de sobrevivir, sentirse amados o pertenecer, alcanzar la libertad, ganar poder o sentir una sensación de disfrute.
La identidad de género es crucial en el desarrollo del individuo joven, ya que es una gran parte de su identidad social personal. La confusión y el cuestionamiento involucrados en la formación de la identidad de género pueden verse influenciados por la necesidad de encajar en los géneros binarios o adherirse a los ideales sociales construidos por la sociedad convencional. El sexo asignado de una persona al nacer, también conocido como sexo natal, no siempre es intercambiable con los términos identidad de género y rol de género. El sexo natal y la identidad de género son, sin embargo, diferentes componentes de identidad, y la identidad de género no necesariamente se desarrolla en la dirección del sexo natal del individuo. La identidad de género no es lo mismo que el rol de género; la identidad de género es un sentido central de sí mismo, mientras que el rol de género implica la adaptación de marcadores socialmente construidos (vestimenta, modales, comportamientos) tradicionalmente considerados masculinos y femeninos. El sexo natal, la identidad de género y el rol de género interactúan de formas complejas y cada uno de estos también está separado de la dirección de la atracción sexual. Las construcciones sociales de masculinidad y feminidad también pueden jugar un factor en la confusión de los jóvenes; pueden afectar la forma en que sienten que tienen que comportarse si se identifican con ciertas identidades de género u orientaciones sexuales.
La conciencia de la orientación sexual contribuye fuertemente a la formulación de la identidad de género. Las contribuciones de las dos son igualmente para el desarrollo de un individuo durante la etapa adolescente. El cuestionamiento de la sexualidad u orientación sexual de un joven entra en juego en una variedad de situaciones; independientemente de la experiencia o falta de ella. Por ejemplo, un individuo que generalmente se identifica como homosexual también puede tener interacciones sexuales con el sexo opuesto, pero no necesariamente siente que es bisexual. Además, un individuo también puede identificarse con una orientación sexual o género definitivo sin tener ninguna, o solo algunas interacciones o experiencias sexuales.

### Sociedad
El aspecto social es un factor importante que puede hacer que los jóvenes en cuestionamiento sientan que tienen un entorno inseguro para establecer su sexualidad o género. La necesidad de aceptación social por parte de sus compañeros y otros miembros de la sociedad durante la adolescencia le da al individuo el sentimiento de pertenencia; por lo tanto, el miedo al rechazo o la discriminación puede evitar que los jóvenes sean públicos con su identidad incierta.
La heteronormatividad puede contribuir a la vacilación de los jóvenes de ser públicos con su identidad de género y sexualidad. Esto puede deberse al hecho de que uno puede sentir que ellas no encajan con los constructos sociales de heterosexualidad, masculinidad o feminidad, que son ideales que no incluyen necesariamente las excepciones y diferencias de otros géneros y sexualidades. Según Choi y sus colaboradores, "los malentendidos y el miedo a lo desconocido son probablemente los principales factores de la controversia en torno a la aceptación de género. Como el sentido de pertenencia es una de las cinco necesidades básicas, el individuo puede temer que la transición a otro género cause un conflicto interno". La construcción social de la heteronormatividad está directamente relacionada con el género binario; estas dos construcciones a menudo están condicionadas en la corriente convencional para ser más aceptadas, lo que afecta la aceptación de otros géneros y sexualidades, que pueden no encajar en esas normas o son fluidas entre múltiples categorías.
Algunos jóvenes evitan salir del armario o incluso reconocer su orientación sexual debido a la homofobia. Reconocer su identidad lésbica, gay o bisexual, u otra identidad, puede poner fin a la confusión. Con respecto a la identidad de género, los términos para aquellos que no cumplen con el sistema binario de género son, por ejemplo, no binario, agénero o neutral de género. Un artículo publicado en The Journal of Counseling & Development afirma: "Las minorías sexuales experimentan dos tipos de estigma estresante que difieren en función de la naturaleza objetiva y subjetiva del estrés. Debido a su naturaleza persistente, el estrés por estigma puede caracterizarse como un estresante crónico que enfrentan las minorías sexuales, poniendo a sus integrantes en mayor riesgo que las personas que no forman parte de ellas de desarrollar un estilo de afrontamiento ruminativo". Cuando un individuo siente que ninguno de los términos de identidad de género existentes se aplican a ellos, o que no encajan con precisión en ningún binario, a menudo puede generar sentimientos de presión, soledad, anormalidad y desesperanza.
Según la Asociación Estadounidense de Psicología, quienes se les dificulta reconocer su sexualidad o identidad de género pueden tener un mayor riesgo de experimentar pensamientos suicidas, depresión, relaciones sexuales sin protección o recurrir a mecanismos de afrontamiento dañinos como el abuso de drogas, el alcohol o la autolesión. Los estudios muestran que los jóvenes en cuestionamiento tienen un mayor riesgo de sufrir persecución, pensamientos suicidas y abuso de drogas y alcohol, incluso más que los jóvenes gays, bisexuales y lesbianas, posiblemente debido a la marginación que padecen por parte de sus pares heterosexuales y LGB por igual.
La organización Advocates for Youth afirma que "los estudios establecen vínculos entre el intento de suicidio y la no conformidad de género, la conciencia temprana de la orientación sexual, el estrés, la violencia, la falta de apoyo, el abandono escolar, los problemas familiares, la falta de vivienda y el uso de sustancias". Para los adolescentes en cuestionamiento, no solo la aceptación de sus pares es importante para ellos, sino que la aceptación de su familia también es igualmente importante. Sin embargo, no todos los jóvenes reciben el apoyo que requieren de sus familias durante el proceso de cuestionamiento. Ryan C. et al, de la Universidad Estata de San Francisco afirman que "los jóvenes LGBTQ con familias más rechazadoras tienen ocho veces más probabilidades de reportar haber intentado suicidarse, casi seis veces más probabilidades de reportar altos niveles de depresión, más de tres veces más propensos a consumir drogas ilegales, y tres veces más propensos a tener un alto riesgo de contraer VIH y enfermedades de transmisión sexual que los jóvenes LGBTIQ+ con familias menos rechazadoras." La comunidad social es un aspecto crucial para contribuir al bienestar del ser y la salud mental. Las personas a menudo se sienten más positivas sobre su orientación sexual e identidad de género a través del apoyo y el refuerzo positivo, especialmente de familiares, amigos y conocidos.
Los adolescentes en cuestionamiento y que reciben apoyo a menudo pueden vivir vidas satisfactorias y saludables y pasar por el proceso habitual de desarrollo adolescente; aquellos que enfrentan intimidación, ostracismo u otras formas de opresión tienen más probabilidades de correr el riesgo de experimentar pensamientos suicidas y participar en actividades de alto riesgo, como el sexo sin protección y el abuso de alcohol y drogas. Un trastorno de ansiedad o depresión relacionada con una incertidumbre acerca de la identidad de género de uno u orientación sexual ha sido clasificada como trastorno de maduración sexual por la Organización Mundial de la Salud en el CIE-10, en "Trastornos psicológicos y del comportamiento asociados con el desarrollo y la orientación sexual". La orientación sexual por sí sola no es un trastorno y no se encuentra dentro de esta clasificación. También difiere de la orientación sexual ego-distónica en la que la orientación sexual o identidad de género es reprimida o negada.

### Apoyo y ayuda

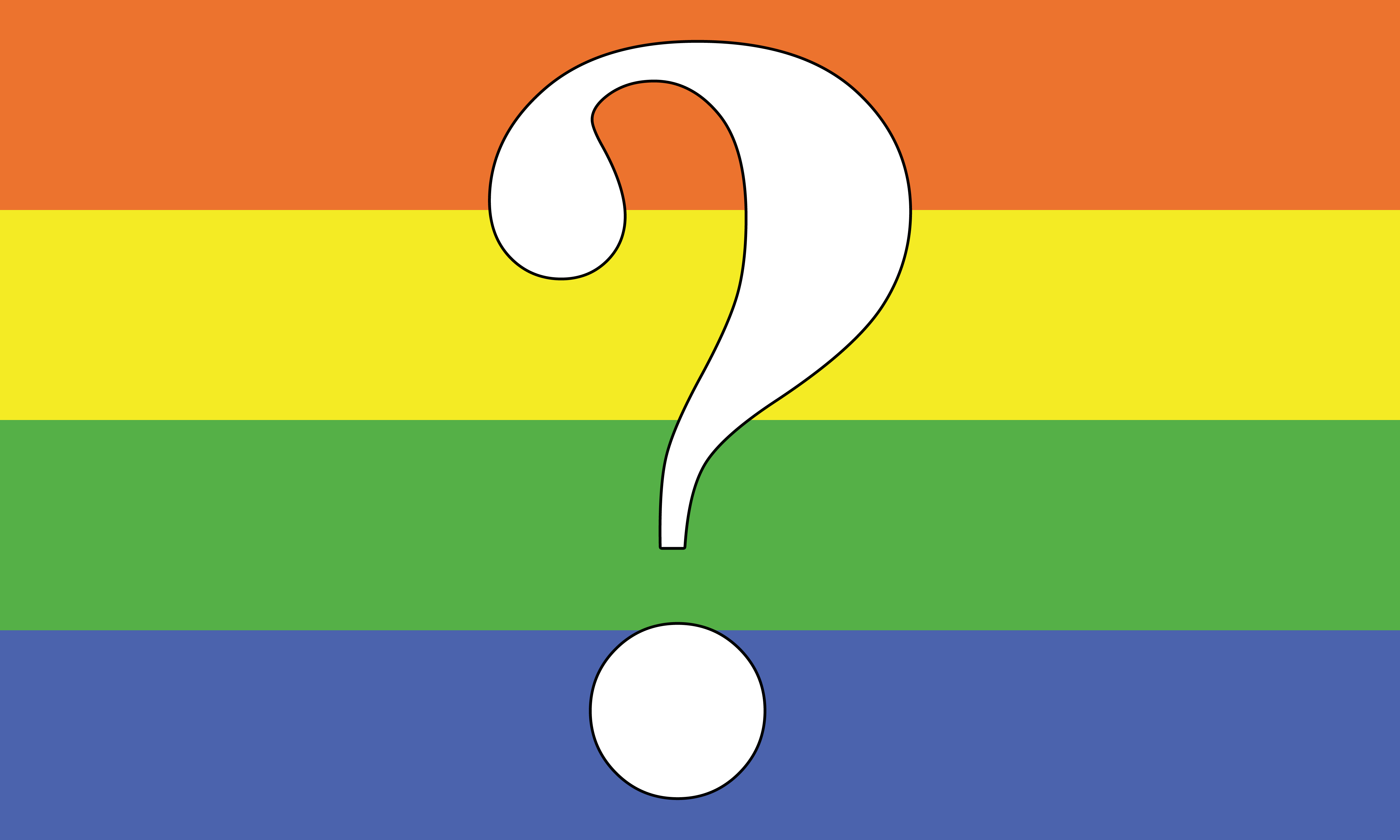
Bandera cuestionante

Muchos grupos de estudiantes LGBT y literatura incluyen el cuestionamiento; en el caso de los grupos de alianza gay-heterosexual, lo hacen en parte para que los estudiantes no se vean obligados a etiquetarse o elegir una identidad sexual. Las presiones, los estigmas y el miedo a la discriminación por parte de los compañeros y la sociedad, pueden desanimar a muchos a enfrentar los problemas desarrollados al cuestionar su género y su sexualidad. El apoyo de amigos y familiares es importante durante la etapa de la adolescencia, ya que es el momento en el que uno está desarrollando su identidad y experimentando el mayor cambio físico y mental. La comunidad LGBTQ ha formado muchos grupos de apoyo, centros de ayuda y espacios en línea que pueden ayudar a los jóvenes que buscan orientación y brindan información útil respecto a las preguntas sobre género y sexualidad. Los profesionales de la psicología sugieren que los individuos en cuestionamiento busquen ayuda a través de plataformas como terapia, grupos de apoyo, foros comunitarios en línea, organizaciones de salud mental, líneas para la prevención del suicidio y asesoramiento.
Un ejemplo de una organización dedicada a proporcionar servicios de intervención en crisis, apoyo y prevención del suicidio para jóvenes LGBTQ es The Trevor Project. Proporcionan servicios como Trevor Lifeline, TrevorChat, TrevorText y Trevor Support Center.